# Goldau
Goldau (Ausspracheⓘ) ist eine Ortschaft in der politischen Gemeinde Arth SZ, im Kanton Schwyz, in der Schweiz.

## Geographie
Das Dorf Goldau liegt im Talgrund zwischen Zugersee und Lauerzersee, am Fusse von Rossberg und Rigi.

## Geschichte

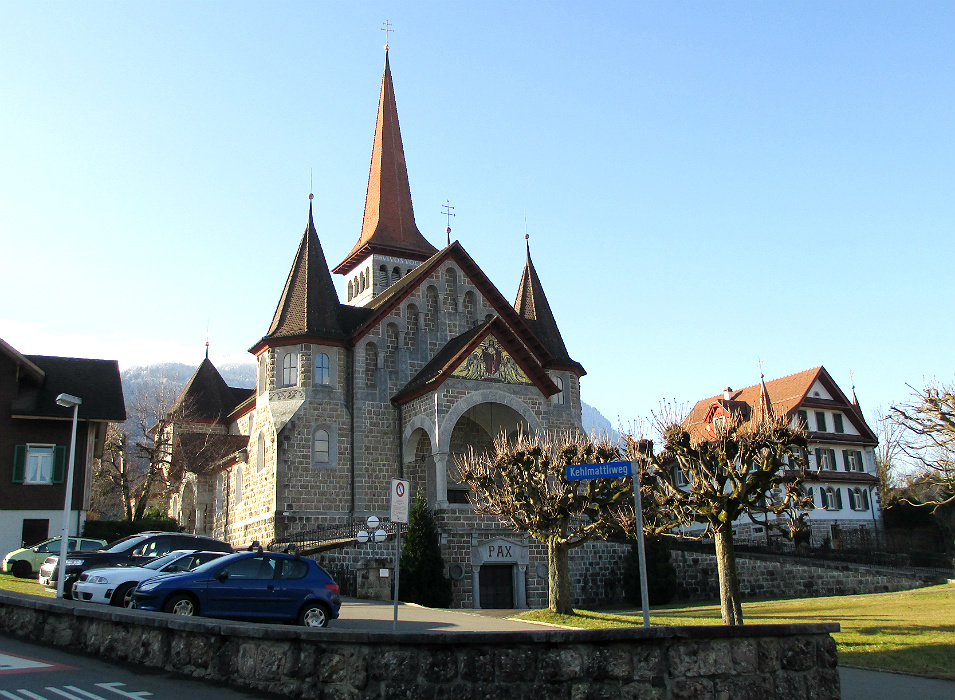
Die Kirche von Goldau SZ

Die Geschichte von Goldau ist stark geprägt von zahlreichen Bergstürzen und dem Bau verschiedener Bahnen (Gotthardbahn, Südostbahn, Arth-Rigi-Bahn).
Wenn man vom Goldauer Bergsturz redet, so ist meist jener des Jahres 1806 gemeint, obschon insgesamt etwa 20 Bergstürze bekannt sind und obschon für die heutige Landschaftsbildung der mittelalterliche Bergsturz von Oberarth im 14. Jahrhundert von grösserer Bedeutung war, da der Sturz grössere Felsbrocken herunter riss als jener von 1806. Der Sturz im 14. Jahrhundert bedeckte trotz grösserer Brocken allerdings eine geringere Fläche als jener von 1806. Die grössten Brocken wurden bis 636 m ü. M. hinauf geschleudert, 50 Meter höher als jene von 1806. Ein grösserer Rutsch in jüngster Vergangenheit ereignete sich 2005, jedoch in Grössenordnungen, die mit jenen von 1806 nicht vergleichbar sind.
Die Entstehung von Goldau dauerte durch die Jahrhunderte von wenigen Ansiedlungen durch Bauern. Das erste Mal wurde Goldau 1353 urkundlich genannt. Das Wort «Goldau» hat nichts mit Gold zu tun, sondern leitet sich vom Wort «golet» (=Schutt) her, also die «Schutt-au».
Die steinerne Kapelle wurde 1652 gebaut. 1701 wurde Goldau durch eine Urkunde von Arth eine eigene Pfarrei.

Goldau nach dem Bergsturz, Radierung von 1806

Nach dem Bergsturz 1806 mit 457 Todesopfern wurden viele neue Häuser erstellt, z. B. 1810 das Pfrundhaus als Kirche, Schul- und Versammlungshaus oder 1811 das Restaurant Rössli. Ein Bauernhaus wurde durch den Bergsturz um einen Meter von seinem Fundament wegverschoben, 1812 abgerissen und an seinen heutigen Standort an der Gotthardstrasse wieder aufgebaut (heutiges Restaurant Bauernhof). 1830 bis 1849 wurde die erste Kapelle nach dem Bergsturz gebaut. 1888 zählte man 380 Einwohner, darunter etwa 60 Schulkinder. 1906 wurde die heutige Herz-Jesu Kirche aus Nagelfluhsteinen erstellt.

Goldau SZ, historisches Luftbild von 1919, aufgenommen aus 1000 Metern Höhe von Walter Mittelholzer

Den grossen Aufschwung erfuhr Goldau durch den Bahnbau, zunächst die Arth-Rigi-Bahn im Jahre 1875. Als Zahnradbahn fährt sie von Arth aus auf die Rigi. 1882 wurde die Gotthardbahnlinie durch den Schutt des Bergsturzes von 1806 gebaut. Zunächst wollte man sie im Arther Talkessel erstellen. Die Aushöhlung des Tunnels Richtung Steinen war jedoch mit grossen Schwierigkeiten verbunden. Grund war das Bergsturzgeröll.
Aufgrund des Bahnbaus erstellte man in Goldau etwa 18 Hotels und Restaurants. Diese Notwendigkeit wurde hauptsächlich für die 1000 italienischen Arbeiter verlangt, da sie auch noch für den Umbau der Arth-Rigi-Bahn eingesetzt wurden. Eine neue Bahn schloss sich an die Gotthardbahn an, die Südostbahn (SOB). Durch deren 1894 eröffnete Strecke Arth-Goldau–Biberbrugg (–Rapperswil) wurde Goldau zu einem wichtigen Eisenbahn-Knotenpunkt in der Innerschweiz.
Sechs Jahre später, 1897 wurde die Bahnstrecke Thalwil–Zug–Arth-Goldau erstellt. Das verlangte die Verlegung des Bahnhofs an einen neuen Standort bzw. das heutige Stellwerk. Auch die Arth-Rigi-Bahn wurde dabei auf das heutige Hochperron verschoben. Ursprünglicher Ausgangspunkt war der Platz neben dem alten Bahnhofsgebäude.
1902 wurde die zweite Gotthardbahnlinie erstellt, 1906 die Arth-Rigi-Bahn elektrifiziert. Der Überführung der Gotthardbahn-Gesellschaft in die Schweizerischen Bundesbahnen (SBB) wurde 1909 vollzogen. Die Elektrifizierung der SBB-Strecken erfolgte 1921, dafür musste die Arth-Rigi-Bahn das Hochperron wegen der Fahrleitung um 41 cm erhöhen. 1910 wurden 2000 Einwohner registriert.
Nach einem Entwurf vom Malermeister Anton Mettler brachte man 1927 im alten Pfrundhaus das Goldauer Wappen öffentlich an.
1925 entstand der Natur- und Tierpark Goldau. Die SBB als Eigentümerin stellten die 4000 m² Boden zur Verfügung. Das Bergsturzmuseum eröffnete 1956 sein Tor.
1970 wurde auf der Goldauer Konferenz der SABE-Verlag von den Verlagsgruppen Sauerländer und Benziger gegründet.
Von 1975 bis 1982 wurde das Pfarreizentrum Eichmatt gebaut.

## Bevölkerung
Die Bevölkerungsentwicklung Goldaus wurde durch den Goldauer Bergsturz von 1806 erheblich gebremst. Danach wuchs die Bevölkerung Goldaus vor allem durch den Bau der Gotthardbahn stark an. Unterdessen leben in Goldau viele Pendler, da das Dorf durch die Eisenbahn und die Autobahn optimal erschlossen ist.

## Verkehr
In Goldau liegt der Bahnhof Arth-Goldau, der einen wichtigen Eisenbahnknoten bildet. Hier treffen sich die Linien von Zürich via Zug, von Luzern und von Pfäffikon SZ über die Strecke von Biberbrugg kommend. Sie vereinen sich zur SBB-Gotthardlinie. Die Arth-Rigi-Bahn hat, seit sie die Talstrecke nach Arth nicht mehr bedient, ihren Ausgangspunkt ebenfalls am Bahnhof Arth-Goldau und führt auf die Rigi.
Die Autobahn A4 führt südlich von Goldau dem Fuss der Rigi entlang. In Goldau besteht ein Autobahnanschluss.

## Gewerbe
In Goldau ist ein ausgewogenes Spektrum an Erwerbsmöglichkeiten vorhanden. Es gibt zahlreiche Arbeitsplätze in den Bereichen Seilbahnbau (Garaventa AG) und Metallbau (Kaufmann AG). Im Dienstleistungssektor sind Tourismus, Bahnbetrieb und Transportgewerbe von Bedeutung. In Goldau befindet sich auch die Pädagogische Hochschule Schwyz.

## Besonderheiten
Das Dorf wurde beim Bergsturz von Goldau im Jahre 1806 völlig zerstört und seitdem neu aufgebaut. Dieses Ereignis prägte das Dorfbild entscheidend, da kein Haus, mit Ausnahme des ehemaligen Restaurants und heutigen Museums Bauernhof, älter als 200 Jahre ist.

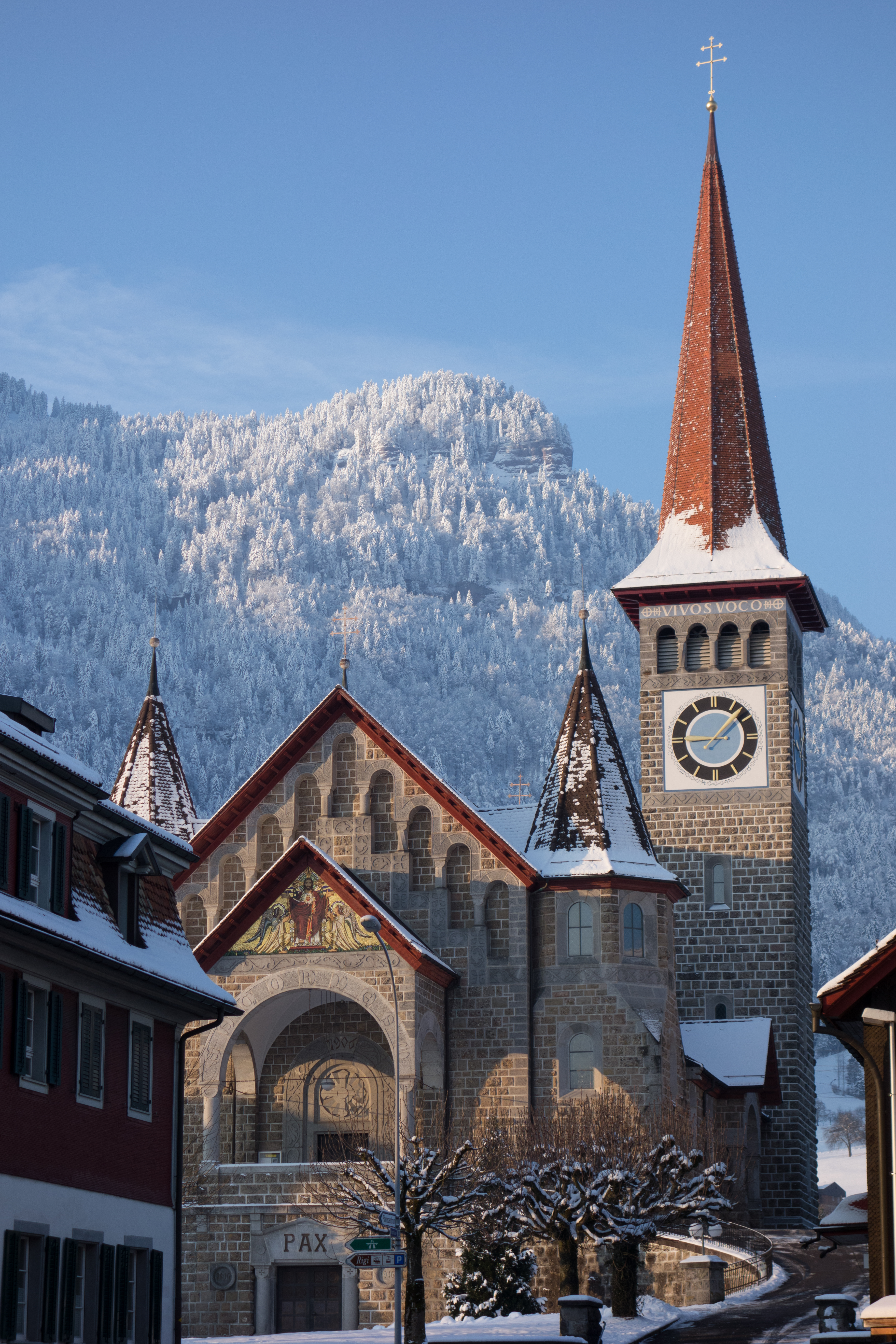
Kirche Goldau

## Galerie

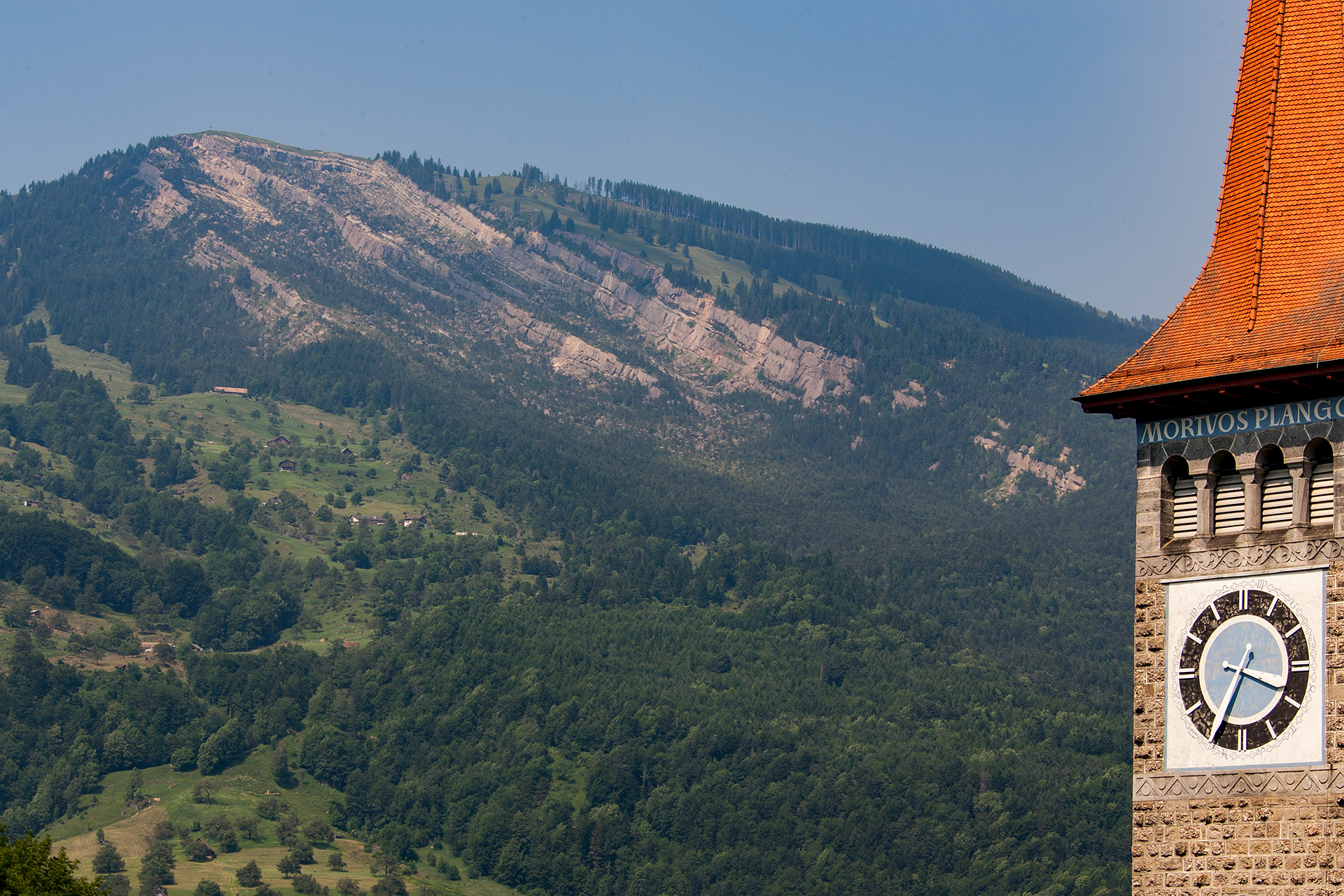
Blick zum Bergsturzgebiet
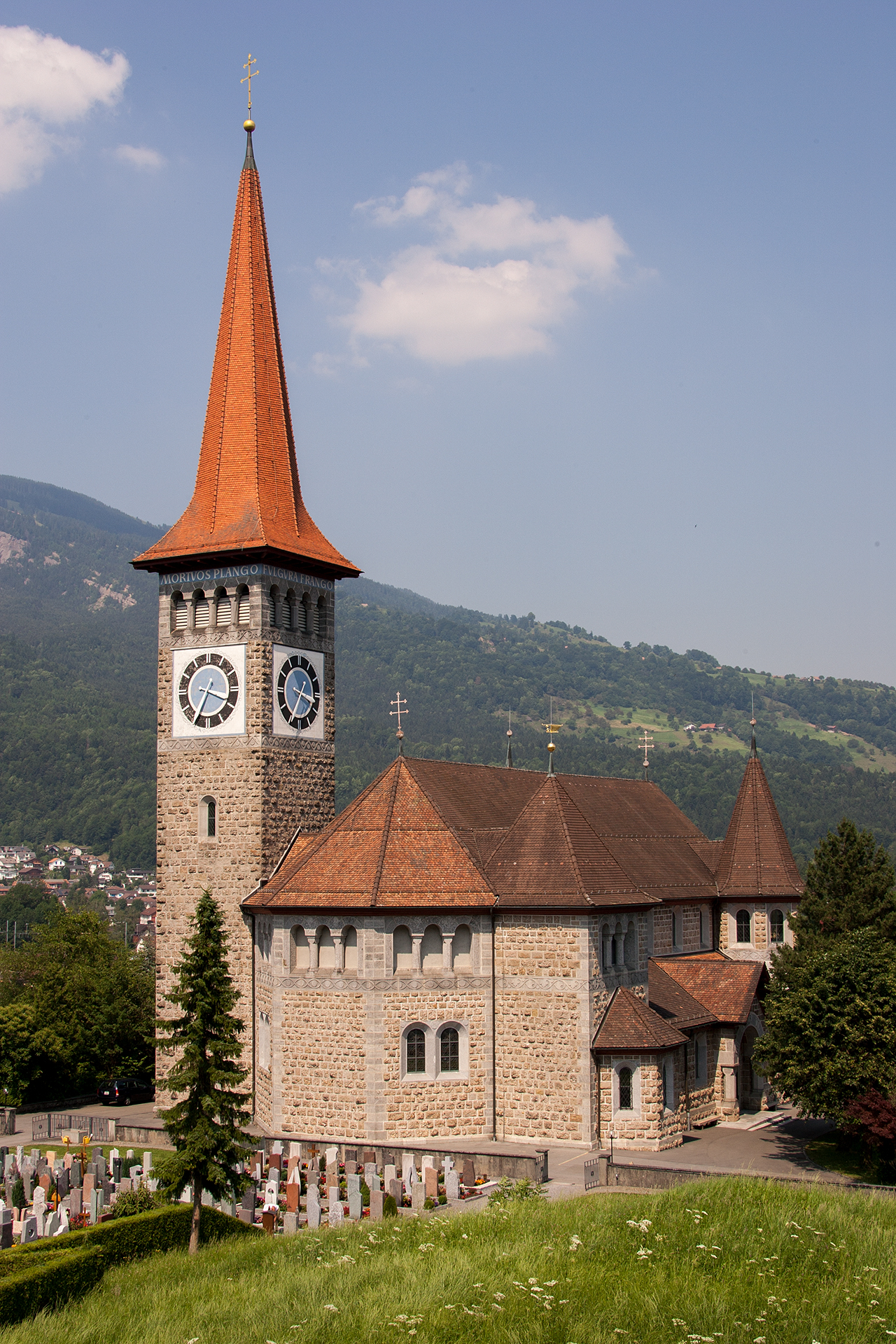
Kirche von Goldau
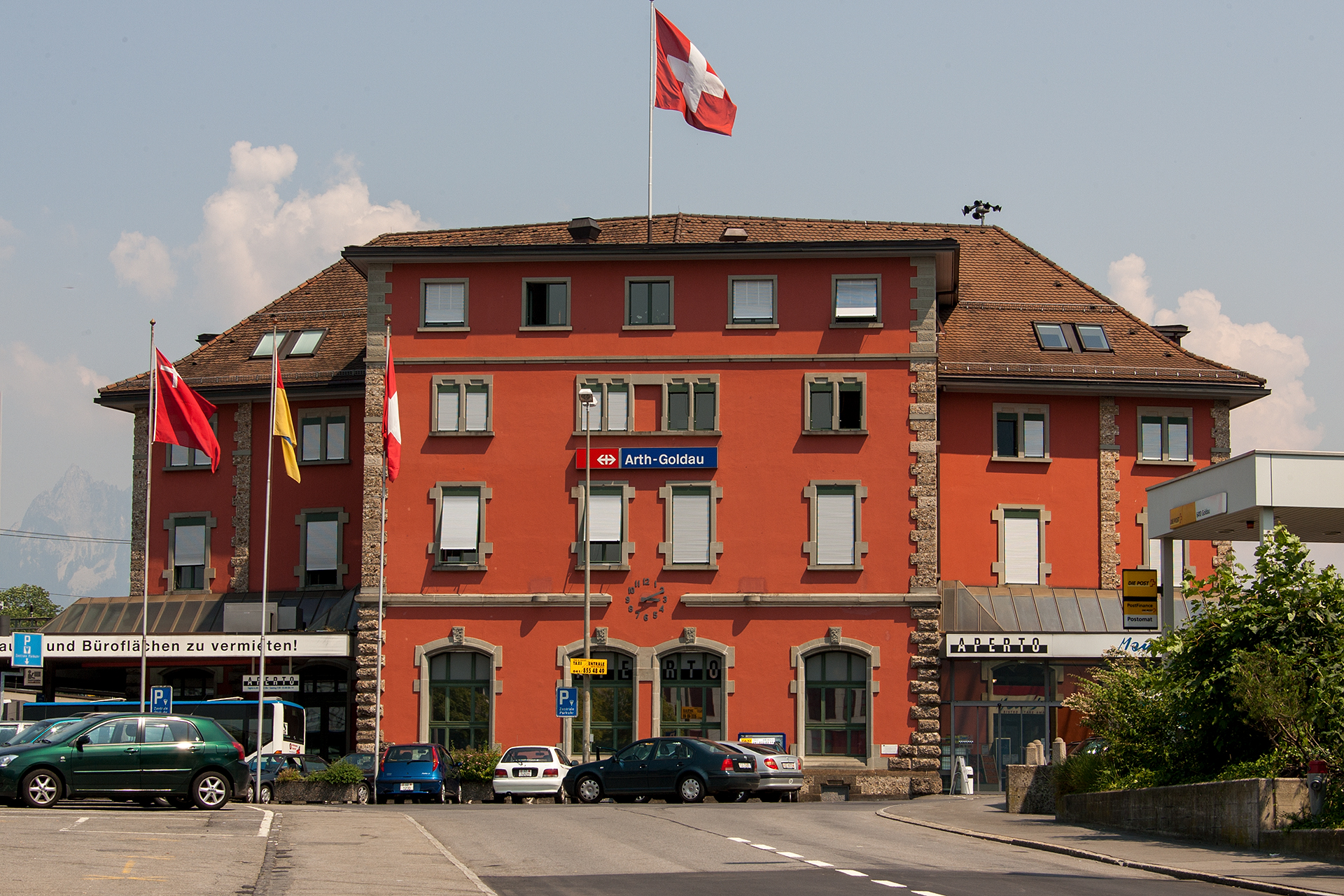
Bahnhof Arth-Goldau
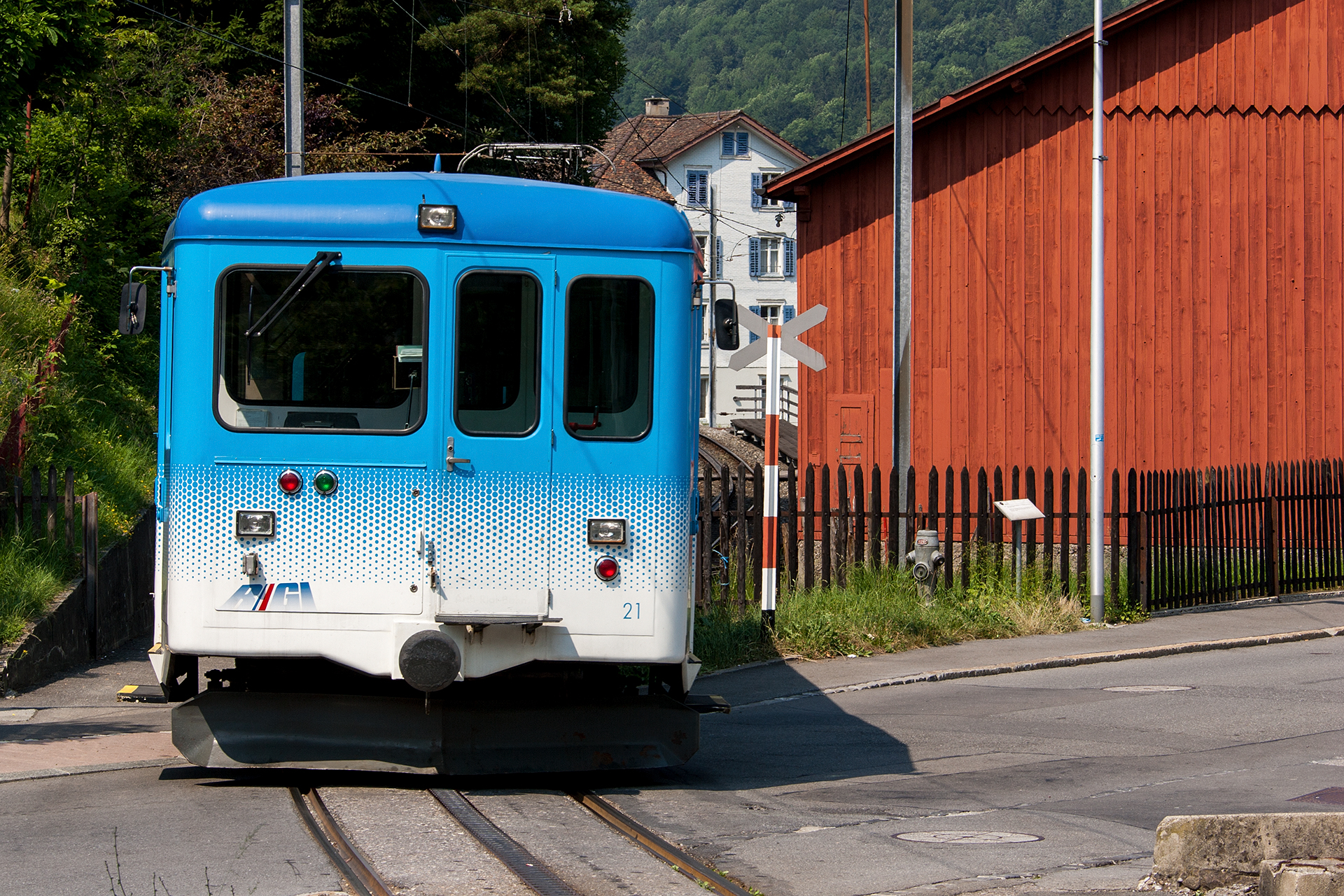
Bergbahn Goldau-Rigi
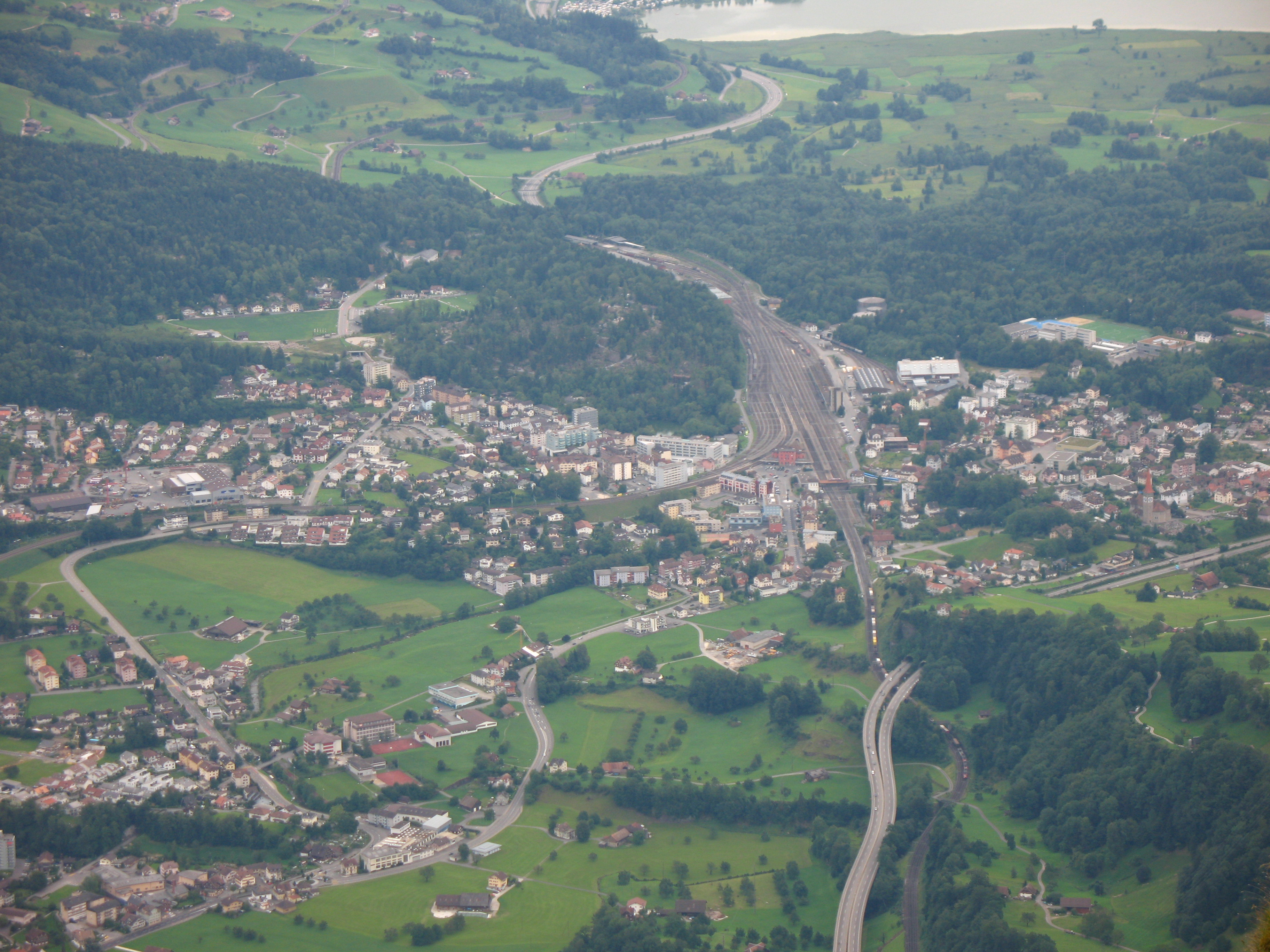
Goldau gesehen von der Rigi Kulm
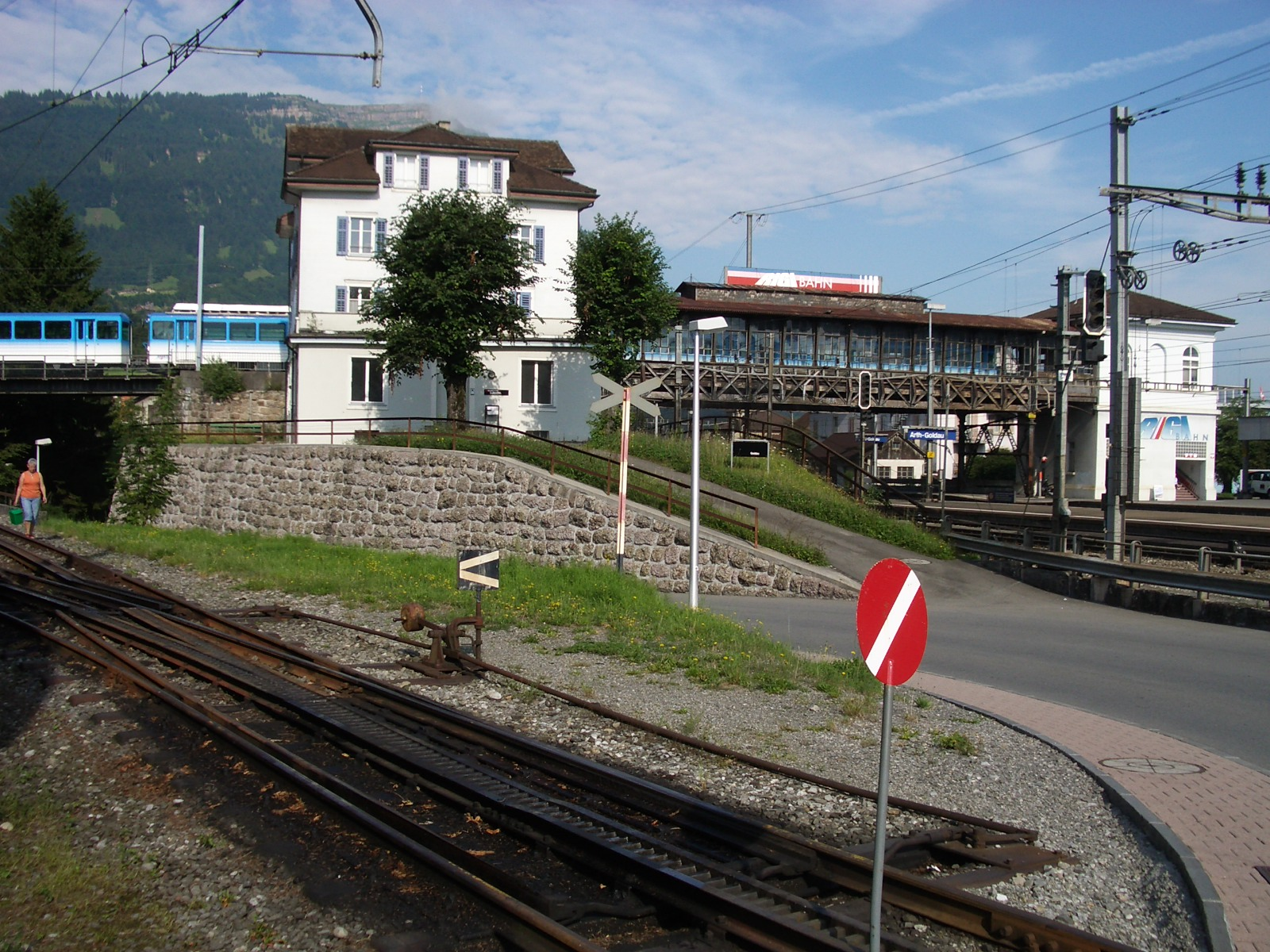
Turmbahnhof der Rigibahn
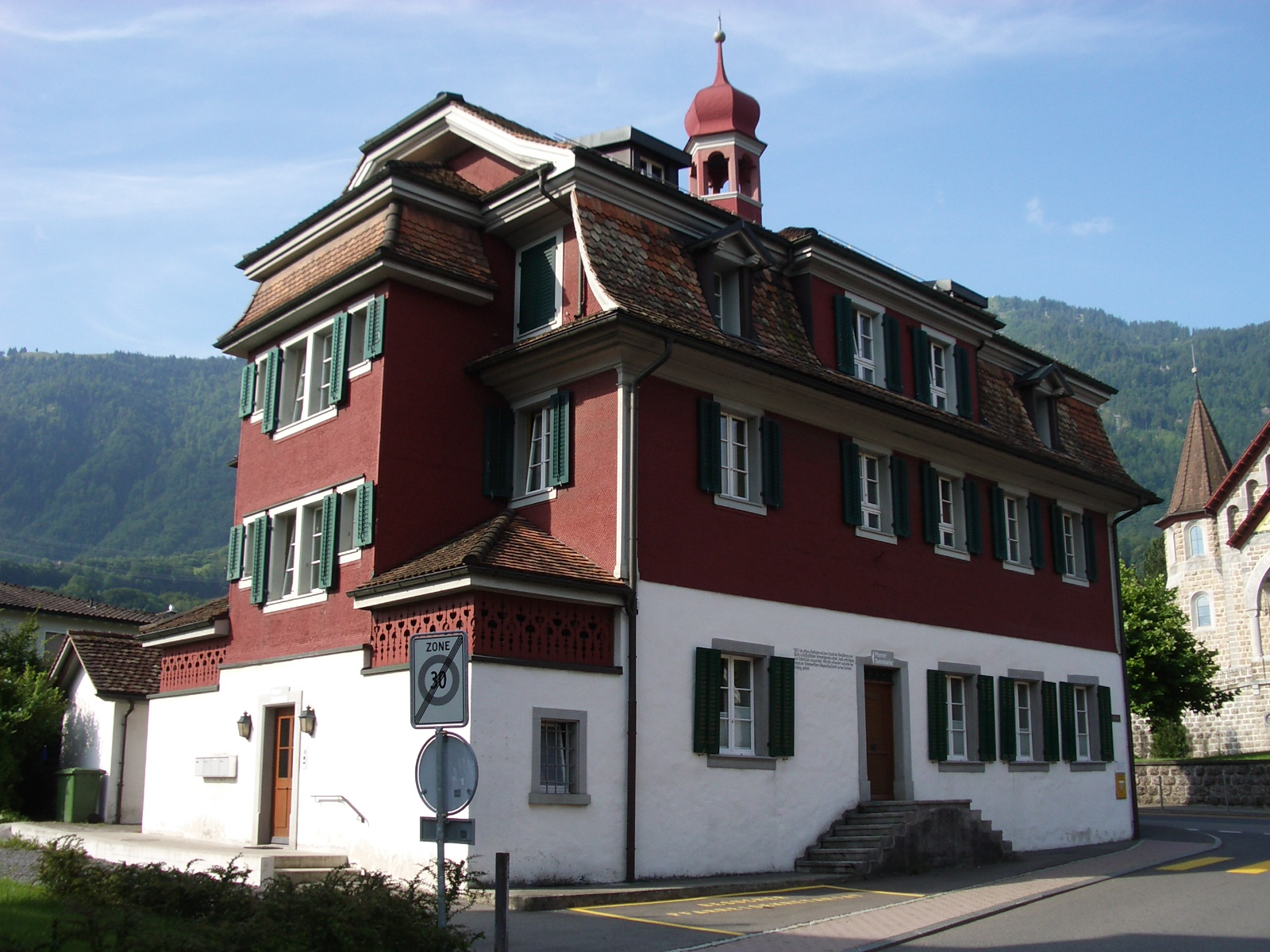
Erstes Gebäude als Schulhaus mit Kapelle 1810 auf Bergsturz-Schutt erbaut
Goldau mit Lauerzersee um 1900

## Sehenswürdigkeiten
- Bergsturzmuseum über den dortigen Bergsturz 1806
- Tierpark
- Rigi

## Persönlichkeiten
- Hans Schilter (1918–1988), Maler, Bildender Künstler, Glasmaler und Restaurator
- Franz Marty (* 1947), Politiker (CVP)
- Thury Horath (* 1948), Ländlermusikant
- Marco Jorio (* 1951), Historiker
- Christina Zurfluh (* 1961), Künstlerin
- Roman Bürgi (* 1969), Politiker (SVP)
- Tamara Müller (* 1977), Skirennfahrerin